# HMAS Huon (D50)
De HMAS Huon (D50) was een Australische torpedobootjager van de Riverklasse. Het schip vernoemd naar de rivier Huon werd gebouwd door Cockatoo Docks and Engineering Company uit Sydney.

## De Huon tijdens de Eerste Wereldoorlog
De Huon was aanwezig bij de invasie van de Duitse koloniën in Zuidoost-Azië. In 1917 werd het schip overgeplaatst Middellandse Zee in verband met de toegenomen dreiging van Duitse U-boten daar.

## De Huon na de Eerste Wereldoorlog
Na de Eerste Wereldoorlog keerde de Huon terug naar Australië waar hij tot 1928 dienstdeed, vanaf 1922 alleen nog als opleidingsschip. Na de uit dienst name is het schip in 1931 tot zinken gebracht tijdens een oefening.